# Debra Jo Rupp
Debra Jo Rupp (født 24. februar 1951) er en amerikansk skuespillerinde, der især er kendt fra tv-serien Dengang i 70'erne, hvor hun spiller Kitty Forman. Derudover har hun optrådt flittigt på teater i New York City samt i biroller i en række film og tv-shows. 

## Biografi
Debra Jo Rupp flyttede i 1979 fra sin hjembyen Boxford i Massachusetts til New York City og fik forskellige roller i teateropførelser. Hun fik kritikerros for sin indsats, og året efter fik hun sin første rolle i en tv-serie. Hun fortsatte dog primært på teateret op gennem 1980'erne, mod slutningen af årtiet suppleret med forskellige gæsteoptrædener i tv-serier og -shows. I 1988 fik hun den første rolle i en større filmproduktion, da hun havde rollen som Tom Hanks' sekretær i Big.
I 1990 spillede hun fortsat teater, blandt andet sammen med Kathleen Turner i Kat på et varmt bliktag i en opsætning på Broadway i New York. Op gennem 1990'erne kom der flere og flere roller på tv, blandt andet gæsteoptræden i Seinfeld samt birollen som Alice Knight i seks episoder af Venner. Det var denne rolle, der banede vejen for, at hun fik den komiske rolle som Kitty Forman i Dengang i 70'erne.
I begyndelsen af 2000'erne spillede hun en meget rost standupkomiker i kortfilmen The Act, der vandt en række priser og blev en personlig sejr for Rupp. Hendes optræden på tv og i film hindrede dog ikke hende i fortsat at spille på teater på Broadway og andre steder på den amerikanske østkyst.